# Monteath Hills
Die Monteath Hills sind eine Gruppe von Bergen in den Victory Mountains des ostantarktischen Victorialands. Sie werden durch den Jütland-, den Midway-, den Pearl-Harbor- und den Plata-Gletscher begrenzt. Zu ihnen gehören Mount Crowder, Mount Tararua und Mount Holdsworth.
Das New Zealand Antarctic Place-Names Committee benannte sie 1983 nach dem  Colin Monteath, Verantwortlicher für die Feldforschungstätigkeiten in Antarktika im neuseeländischen Department of Scientific and Industrial Research (DSIR).